# Tami Bruce
Tami Lee Bruce (San Diego, 6 de marzo de 1967) es una deportista estadounidense que compitió por Australia en natación. Estuvo casada con el nadador australiano Duncan Armstrong.
Ganó una medalla de plata en el Campeonato Mundial de Natación en Piscina Corta de 1993, en la prueba de 4 × 200 m libre. Participó en los Juegos Olímpicos de Seúl 1988, ocupando el cuarto lugar en los 400 m libre y el quinto en los 800 m libre.

## Palmarés internacional
| Representando a Australia           |                            |                  |                 |
| Campeonato Mundial en Piscina Corta |                            |                  |                 |
| Año                                 | Lugar                      | Medalla          | Prueba          |
| 1993                                | Palma de Mallorca (España) | Medalla de plata | 4 × 200 m libre |